# Hermann Panzo
Hermann Panzo, född den 8 februari 1958 i Saint-Esprit, Martinique, död 30 juli, 1999 i Fort-de-France, Martinique var en fransk friidrottare inom kortdistanslöpning.
Han tog OS-brons på 4 x 100 meter stafett vid friidrottstävlingarna 1980 i Moskva. 